# Теорема схем
Теорема схем (англ. Schema Theorem) (інші назви: теорема шаблонів (схеми, шим), фундаментальна теорема генетичних алгоритмів) — перша теорема, яка обґрунтовувала ефективність генетичних алгоритмів. Запропонована Джоном Г. Голландом. Ця теорема пояснює, чому для певних задач певний клас генетичних алгоритмів є ефективним. У даний момент відомо декілька теорем схем, які обґрунтовують ефективність інших класів алгоритмів, зокрема теореми схем для генетичного програмування.

## Схеми
Під схемою {\displaystyle \xi } розумітимемо підмножину простору генотипів {\displaystyle G}. Якщо елементами {\displaystyle G} є бінарні рядки {\displaystyle x}, тоді дозволивши приймати деяким компонентам рядка довільні значення, а решті тільки 0 або 1, отримуємо схему або шаблон. Наприклад: {\displaystyle 1**0}. Елементами підмножини, яку представляє цей шаблон тоді будуть {\displaystyle 1000}, {\displaystyle 1010}, {\displaystyle 1100} та {\displaystyle 1110}.
Довільну схема може бути описана за допомогою трьох показників: визначальної довжини {\displaystyle l(\xi )} , порядку та значення функції пристосованості. Припустімо, що {\displaystyle li(\xi )} (відповідно {\displaystyle hi(\xi )}) - функція, що повертає номер позиції у схемі першого (відповідно останнього) фіксованого елемента {\displaystyle \xi }. Тоді визначальна довжина дорівнює {\displaystyle l(\xi )=hi(\xi )-li(\xi )}. Порядком називається кількість фіксованих елементів у схемі.

## Неформальне формулювання
Короткі, малого порядку та вищим за середній у поточній популяції пристосованістю (фітнесом) схеми (відомі також як будівельні блоки) заповнюють у експоненційно зростаючій кількості наступні популяції генетичного алгоритму.

## Теорема
Голланд у своїй книзі «Adaptation in Natural and Artificial Systems» подає зв'язок між часткою {\displaystyle P(\xi ,t)} популяції, що представляє схему {\displaystyle \xi } у поточному поколінні {\displaystyle t} та часткою {\displaystyle P(\xi ,t+1)} у наступному поколінні {\displaystyle t+1} у такому вигляді:
{\displaystyle P(\xi ,t+1)\geq [1-P_{c}\cdot (l(\xi )/(l-1))(1-P(\xi ,t))]({\widehat {\mu }}_{\xi }(t)/{\widehat {\mu }}(t))P(\xi ,t)},
де {\displaystyle P_{c}} — частка популяції, що піддається кросоверу, {\displaystyle l(\xi )} — визначальна довжина схеми {\displaystyle \xi }, {\displaystyle {\widehat {\mu }}_{\xi }(t)} — середнє значення функції пристосованості для бінарних рядків зі схемою вигляду {\displaystyle \xi }, {\displaystyle {\widehat {\mu }}(t)} — середнє значення функції пристосованості для всієї популяції бінарних рядків.